# Dean Brown (Politiker)
Hon. Dean Craig Brown, AO (* 5. August 1943 in Adelaide, New South Wales) ist ein australischer Wirtschaftsmanager und Politiker der Liberal and Country League und zuletzt der Liberal Party of Australia, der unter anderem von 1973 bis 1985 sowie zwischen 1993 und 2006 Mitglied des South Australian House of Assembly war, zahlreiche Ministerämter bekleidete sowie zwischen 1993 und 1996 Premierminister von South Australia war. Nach seinem Ausscheiden aus der Politik war er als Wirtschaftsmanager tätig.

## Leben

### Forschungswissenschaftler, Abgeordneter und Minister

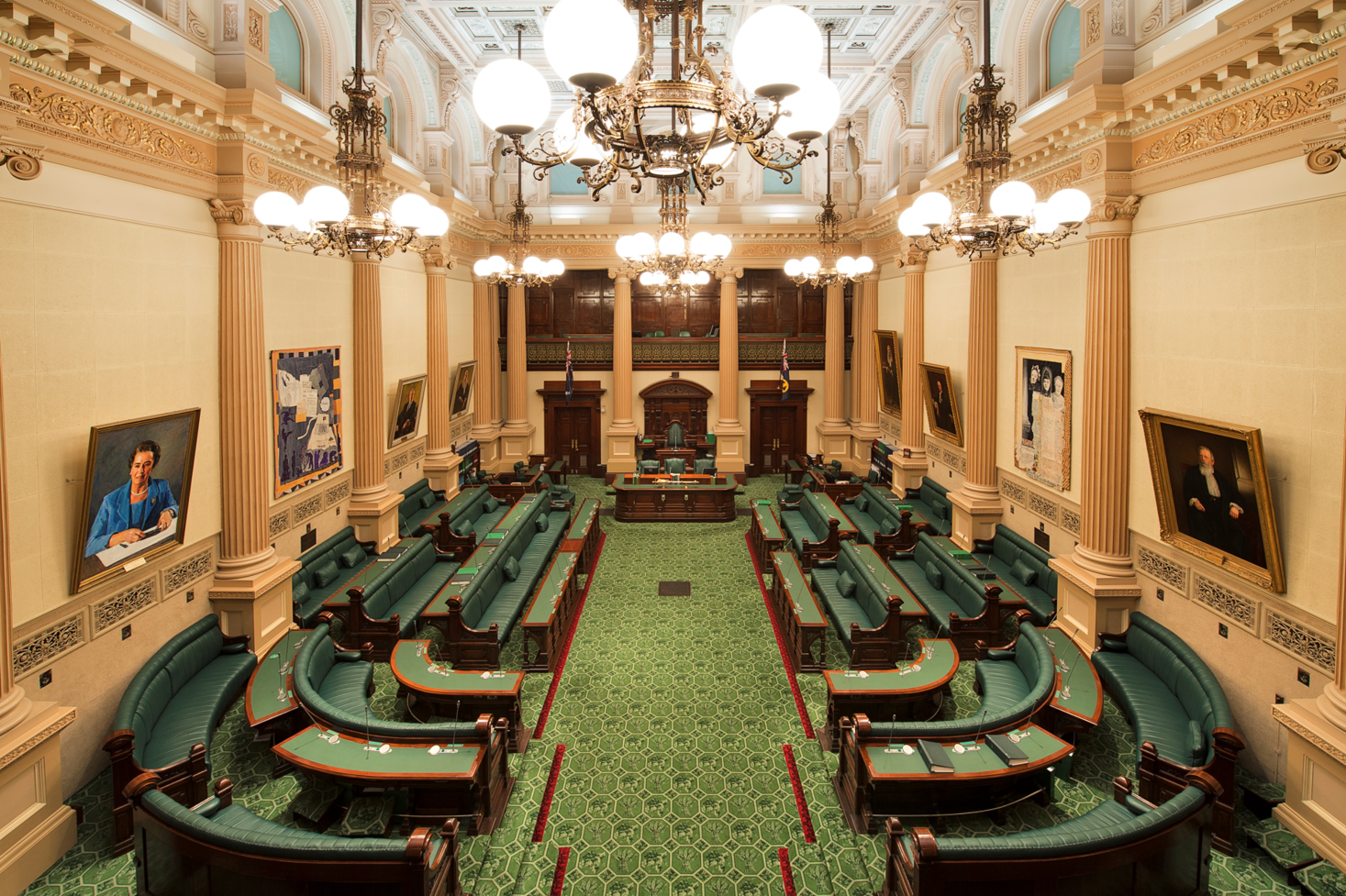
Brown war von 1973 bis 1985 sowie zwischen 1993 und 2006 Mitglied der South Australian House of Assembly, des Unterhauses des Parlaments von South Australia.

Dean Craig Brown absolvierte nach dem Schulbesuch ein Studium im Fach Ländliche Wissenschaften an der University of New England in New South Wales, welches er mit einem Master of Science (MS Rural Science) beendete, und war im Anschluss als Forschungswissenschaftler im Landwirtschaftsministerium des Bundesstaates South Australia tätig. Bei der Wahl am 10. März 1973 wurde er für die Liberal and Country League als Nachfolger seiner Parteifreundin Joyce Steele, die mit Jessie Cooper 1959 eine der ersten beiden Frauen war, die in das Parlament von Südaustralien gewählt wurden, im Wahlkreis Davenport erstmals zum Mitglied der South Australian House of Assembly gewählt, des Unterhauses des Parlaments von South Australia. Er vertrat diesen Wahlkreis bis zu seiner Niederlage gegen den unabhängigen liberalen Stan Evans bei der Wahl am 7. Dezember 1985, wobei er seit dem 22. Juli 1974 der Liberal and Country League hervorgegangenen Liberal Party of Australia angehörte.
Nach dem Wahlsieg der Liberalen bei den Wahlen am 15. September 1979, bei der die Liberal Party mit 24 der 47 Sitze in der South Australian House of Assembly eine absolute Mehrheit gewann, wurde Brown am 18. September 1979 in die Regierung von Premier David Tonkin berufen und bekleidete in dieser bis zum 10. November 1982 die Ämter als Minister für öffentliche Arbeiten (Minister of Public Works) sowie als Minister für industrielle Angelegenheiten (Minister for Industrial Affairs). Am 13. Januar 1983 wurde ihm der Höflichkeitstitel The Honourable verliehen. Nachdem er sich im Anschluss vom 10. November 1982 bis zu seiner Niederlage bei der Wahl am 7. Dezember 1985 in der Opposition befand, war er nach seinem Ausscheiden aus der Legislativversammlung zwischen 1985 und 1992 als Wirtschaftsmanager tätig.

### Parteivorsitzender, Oppositionsführer und Premierminister
Nach dem Mandatsverzicht seines Parteifreundes Ted Chapman am 11. März 1992 wurde Dean Brown am 9. Mai 1992 bei einer Nachwahl im Wahlkreis Alexandra wieder zum Mitglied der Legislativversammlung und vertrat diesen Wahlkreis bis zu dessen Auflösung am 10. Dezember 1993. Bereits zwei Tage nach seiner Wiederwahl wurde er am 11. Mai 1992 als Nachfolger von Dale Baker sowohl Vorsitzender der South Australian Liberal Party und damit zugleich auch Oppositionsführer in der Legislativversammlung.
Brown führte die Liberale Partei zu einem Rekordsieg bei der Wahl am 11. Dezember 1993, bei der die seit 1982 regierende Australian Labour Party eine empfindliche Niederlage gegen die Liberal Party erlitt. Dabei verlor Labour 13 ihrer bislang 23 Parlamentssitze, während die Liberalen 15 Mandate hinzugewann und nunmehr mit 37 der 47 Sitze in der Legislativversammlung über eine deutliche absolute Mehrheit verfügte. Brown selbst wurde bei der Wahl am 11. Dezember 1993 im neu geschaffenen Wahlkreis Finniss wieder zum Mitglied der South Australian House of Assembly gewählt und vertrat diesen Wahlkreis bis zu seinem Verzicht auf eine erneute Kandidatur bei der Wahl am 18. März 2006, woraufhin sein Parteifreund Michael Pengilly diesen Wahlkreis übernahm.
Nach der Wahl wurde Brown am 14. November 1993 als Nachfolger von Lynn Arnold Premierminister von South Australia und bekleidete dieses Amt bis zum 28. November 1996. In seiner Regierung fungierte er zudem vom 14. Dezember 1993 bis zum 28. November 1996 Minister für multikulturelle und ethnische Angelegenheiten (Minister for Multicultural and Ethnic Affairs) und als Mitglied des Exekutivrates (Executive Council) sowie zwischen dem 22. Dezember 1995 und dem 28. November 1996 auch noch als Minister für Informationstechnologie (Minister for Information Technology). In seiner Amtszeit als Premierminister kürzte die Regierung die Ausgaben in verschiedenen Bereichen, um die Staatsverschuldung zu reduzieren. Seine Regierung war auch die erste auf der Welt, die ihre Datenverarbeitung für die gesamte Regierung auslagerte und damit für die Entwicklung einer neuen Informationstechnologiebranche im Staat verantwortlich war.

### Vize-Parteivorsitzender, stellvertretender Premierminister und Wirtschaftsmanager

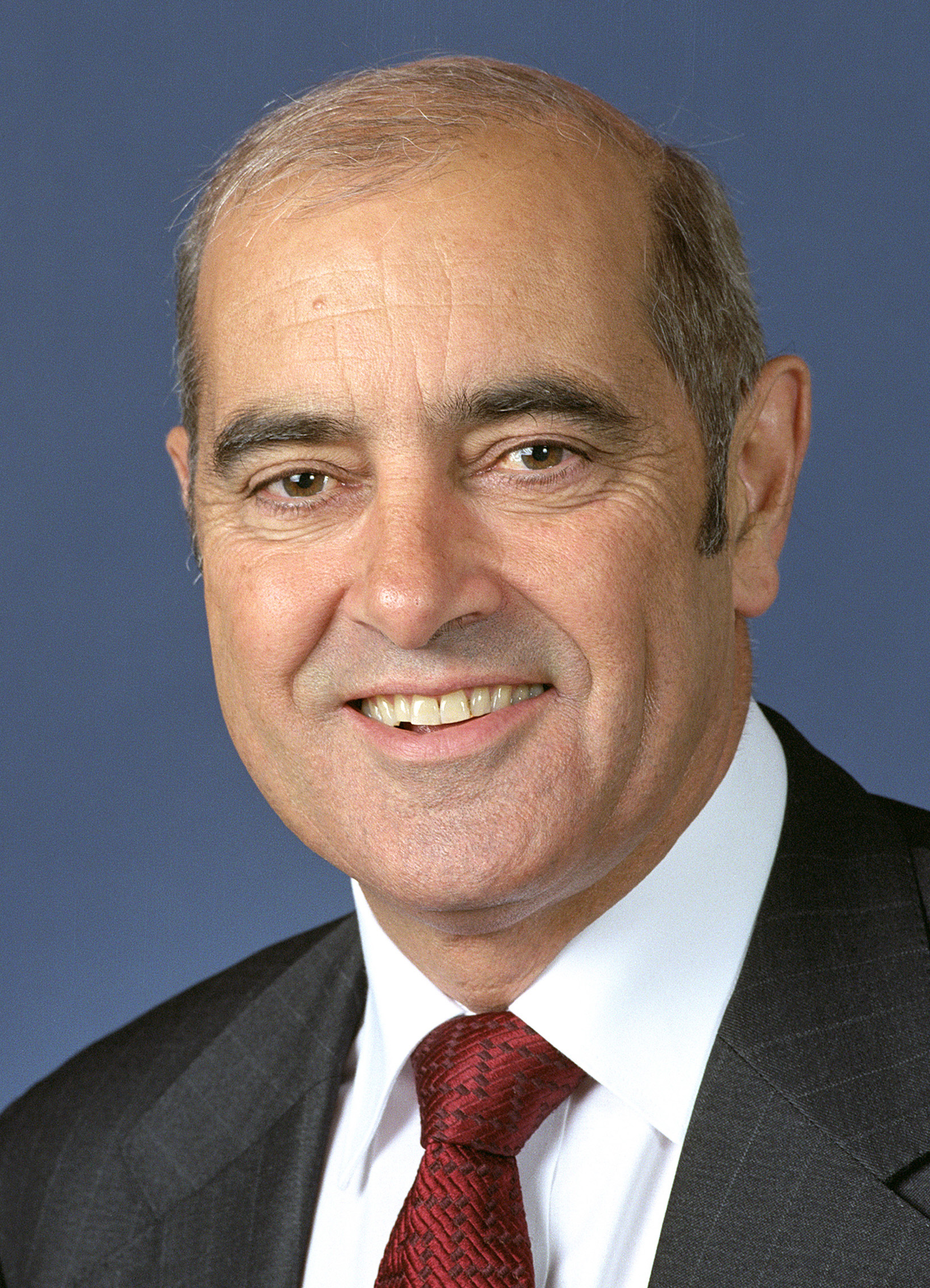
John Olsen gewann bei einer Führungsherausforderung am 28. November 1996 gegen Brown den Vorsitz der Liberal Party und damit als Premierminister.

Bei einer Führungsherausforderung am 28. November 1996 verlor Brown den Vorsitz der Liberal Party und damit als Premierminister an John Olsen. In der Regierung von Premier Olsen fungierte Brown daraufhin zwischen dem 12. Dezember 1996 und dem 20. Oktober 1997 zunächst als Minister für industrielle Angelegenheiten, als Minister für Informations- und Vertragsdienstleistungen (Minister for Information and Contract Services) sowie als Minister für Angelegenheiten der Aborigines (Minister for Aboriginal Affairs). Im Zuge einer Umbildung der Regierung war er im Anschluss vom 20. Oktober 1997 bis zum 22. Oktober 2001 Minister für menschliche Dienste (Minister for Human Services) sowie in Personalunion zwischen dem 20. Oktober und dem 17. Dezember 1997 außerdem als Minister für das Altern (Minister for the Ageing) und als Minister für Behindertendienste (Minister for Disability Services). Ferner war er vom 12. Dezember 1996 bis zum 22. Oktober 2001 weiterhin Mitglied des Exekutivrates sowie zwischen dem 4. Februar und dem 1. Dezember 1997 auch präsidierendes Mitglied des Parlamentarischen Ausschusses für Arbeitssicherheit, Rehabilitation und Entschädigung (Parliamentary Committee on Occupational Safety, Rehabilitation and Compensation). Für seine Verdienste wurde ihm am 1. Januar 2001 anlässlich des 100-jährigen Bestehens des Australischen Bundes die Centenary Medal verliehen. Darüber hinaus war er zwischen dem 1. März 2001 und dem 15. Januar 2002 auch Mitglied des Sonderausschusses für die Finanzierung des öffentlichen Krankenhaussystems (Select Committee on the Funding of the Public Hospital System).
Nach dem Rücktritt von Premierminister Olsen am 22. Oktober 2001 wurde Dean Brown in das Kabinett von dessen Nachfolger als Parteivorsitzender und als Premier, Robert „Rob“ Kerin, berufen. Er übernahm von Kerin daraufhin das Amt als stellvertretender Premier, das er bis zum 5. März 2002 innehatte, sowie als stellvertretender Vorsitzender der Liberalen Partei von Südaustralien, welches er bis zu seiner Ablösung durch Iain Evans am 21. November 2005 bekleidete. In der Regierung Kerin bekleidete Brown außerdem vom 22. Oktober 2001 bis zum 5. März 2002 weiterhin die Ämter als Minister für menschliche Dienste und als Mitglied des Exekutivrates. Ferner war er zwischen dem 4. Dezember 2001 und dem 5. März 2002 auch wieder Minister für das Altern und Minister für Behindertendienste.
Bei der Wahl am 9. Februar 2002 erlitt die Liberal Party unter Premier Kerin eine Niederlage, woraufhin die Labor Party mit Mike Rann am 5. März 2002 eine neue Regierung bildete. In der Folgezeit war Brown zwischen dem 6. März 2002 und seiner Ablösung durch Iain Evans am 21. November 2005 stellvertretender Oppositionsführer und damit Stellvertreter von Rob Kerin. Während dieser Oppositionszeit war er zugleich vom 7. Mai 2002 bis zum 26. April 2006 Mitglied des Geschäftsordnungsausschusses (Standing Orders Committee), zwischen dem 22. August 2002 und dem 20. Februar 2006 Mitglied des Sonderausschusses für genetisch veränderte Organismen (Genetically Modified Organisms Committee) sowie zuletzt vom 30. Juni 2004 bis zum 20. Februar 2006 auch noch als Mitglied des Sonderausschusses für Aus- und Weiterbildung in der Krankenpflege (Nursing Education and Training Committee).
Nach seinem Verzicht auf seine erneute Kandidatur bei den Wahlen am 18. März 2006 und seinem Ausscheiden aus der Legislativversammlung war Dean Brown als Wirtschaftsmanager tätig und fungierte zwischen 2006 und 2017 als Vorstandsvorsitzender des Unternehmens Hillgrove Resources Ltd. Für seine Verdienste um das Parlament von Südaustralien, der Förderung der wirtschaftlichen Entwicklung und Reform sowie die Verbesserung von Geschäfts- und Investitionsmöglichkeiten wurde er im Zuge des Australia Day am 26. Januar 2008 zum Officer des Order of Australia (AO) ernannt.

## Hintergrundliteratur
- Parliament of South Australia: Statistical Record of the Legislature 1836–2007 (Memento vom 11. März 2019 im Internet Archive)
- Robert Martin: Responsible Government in South Australia, Band 2, Wakefield Press, 2009, ISBN 978-1-8625-4-8442, S. 83 f. (Onlineversion (Auszug))